# Chiesa della Madonna di Braccio
La chiesa della Madonna di Braccio è un edificio religioso italiano ubicato a Perugia in via Borgo XX Giugno.

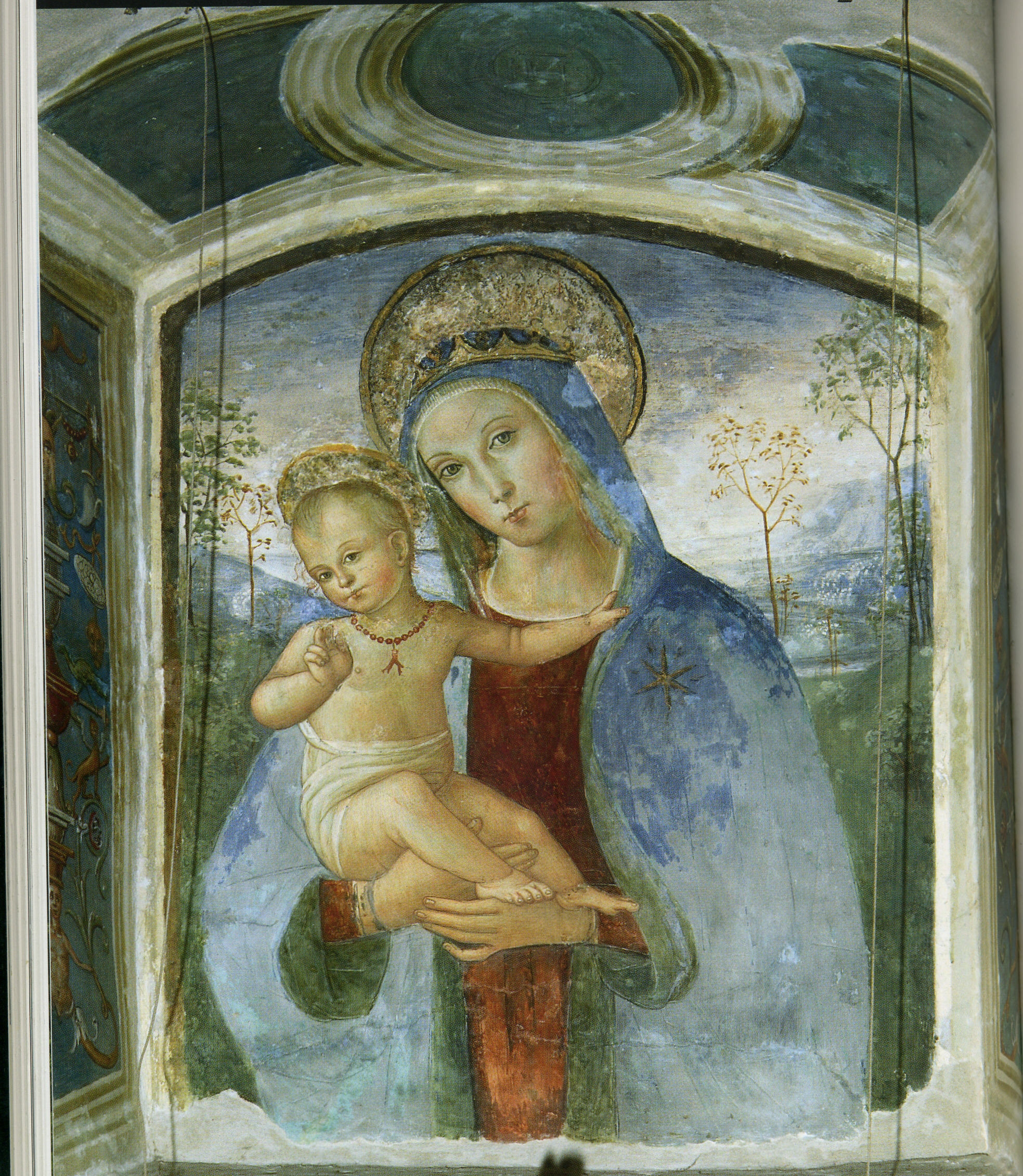
Tiberio D'Assisi, Madonna con Bambino

## Descrizione
Fatta costruire da Braccio di Malatesta Baglioni nel 1479 dai maestri lombardi Pietro e Martino, forse su una più antica Maestà, ritenuta prodigiosa. Nel 1782, a seguito della ristrutturazione urbanistica, fu dimezzata nelle sue dimensioni attuali. Fu inglobata e allineata agli edifici del Borgo eliminando la forma ottagonale che aveva all'origine. All'interno conserva un affresco attribuito a Tiberio d'Assisi.